# Dwerghutia
De dwerghutia (Mesocapromys nanus)  is een zoogdier uit de familie van de stekelratten (Echimyidae). De wetenschappelijke naam van de soort werd voor het eerst geldig gepubliceerd door G.M. Allen in 1917.

## Voorkomen
De soort komt voor in Cuba.